# Asan Bazaev
Asan Tölegenuly Bazaev (cir. kaz. Асан Төлегенұлы Базаев, trasl. angl. Assan Bazayev; Almaty, 22 febbraio 1981) è un ex ciclista su strada kazako, professionista dal 2004 al 2013.

## Carriera
Professionista dal 2004 con la squadra kazaka Capec, conquistò numerosi piazzamenti in brevi corse a tappe minori, tra cui il terzo posto al Tour de l'Avenir nel 2005. Nel 2006 venne ingaggiato dalla ben più quotata Liberty Seguros-Würth, poi sponsorizzata, dopo lo scandalo dell'Operación Puerto, dal governo kazako col nuovo nome di Astana; i risultati furono subito buoni, tanto che nel mese di agosto riuscì a vincere la prima tappa del Giro di Germania.
Nel 2007, con la nuova Astana, prese per la prima volta il via al Giro d'Italia riuscendo, oltre ad ottenere alcuni buoni piazzamenti, a portare a termine la corsa. L'anno dopo si classificò quattordicesimo nella prova in linea dei mondiali di Mendrisio, nel 2010 a Melbourne fu invece ottavo.
Si ritira dall'attività al termine del 2013.

## Palmarès
- 2003 (Dilettante)

1ª tappa Grand Prix Tell
4ª tappa Tour de Bulgarie
- 2004 (Cycling Team Capec, due vittorie)

Classifica generale Giro di Grecia
Campionati asiatici, Prova a cronometro
- 2006 (Astana-Würth, una vittoria)

1ª tappa Giro di Germania
- 2008 (Astana, una vittoria)

Campionati kazaki, Prova in linea
- 2012 (Astana, una vittoria)

Campionati kazaki, Prova in linea

## Piazzamenti

### Grandi Giri
- Giro d'Italia

2007: 98º
2008: 97º
- Tour de France

2013: 168º
- Vuelta a España

2006: 97º
2008: 130º
2009: 130º
2010: 83º

### Classiche monumento
- Milano-Sanremo

2009: 16º
2010: 78º
2011: 115º
- Giro delle Fiandre

2009: 26º
2011: 136º
2012: 73º
2013: ritirato
- Parigi-Roubaix

2006: ritirato
2012: ritirato
- Liegi-Bastogne-Liegi

2009: 64º
- Giro di Lombardia

2010: 30º

### Competizioni mondiali
- Campionati del mondo

Hamilton 2003 - In linea Under-23: 26º
Madrid 2005 - In linea Elite: ritirato
Stoccarda 2007 - In linea Elite: ritirato
Varese 2008 - In linea Elite: 12º
Mendrisio 2009 - In linea Elite: 58º
Melbourne 2010 - In linea Elite: 8º
Limburgo 2012 - In linea Elite: 18º
- Giochi olimpici

Londra 2012 - In linea: 43º
Londra 2012 - Cronometro: 31º